# Josaphat Tortat
Josaphat Tortat (Blois, 10 avril 1843 -  Saint-Front-la-Rivière, 7 avril 1915) est un des principaux peintres-céramistes de la fin du XIXe siècle à Blois. Un de ses peintres-décorateurs, Withold Arthur Just (1850 -1928), prit sa succession en 1891 après une vingtaine d'années de collaboration.

## Biographie

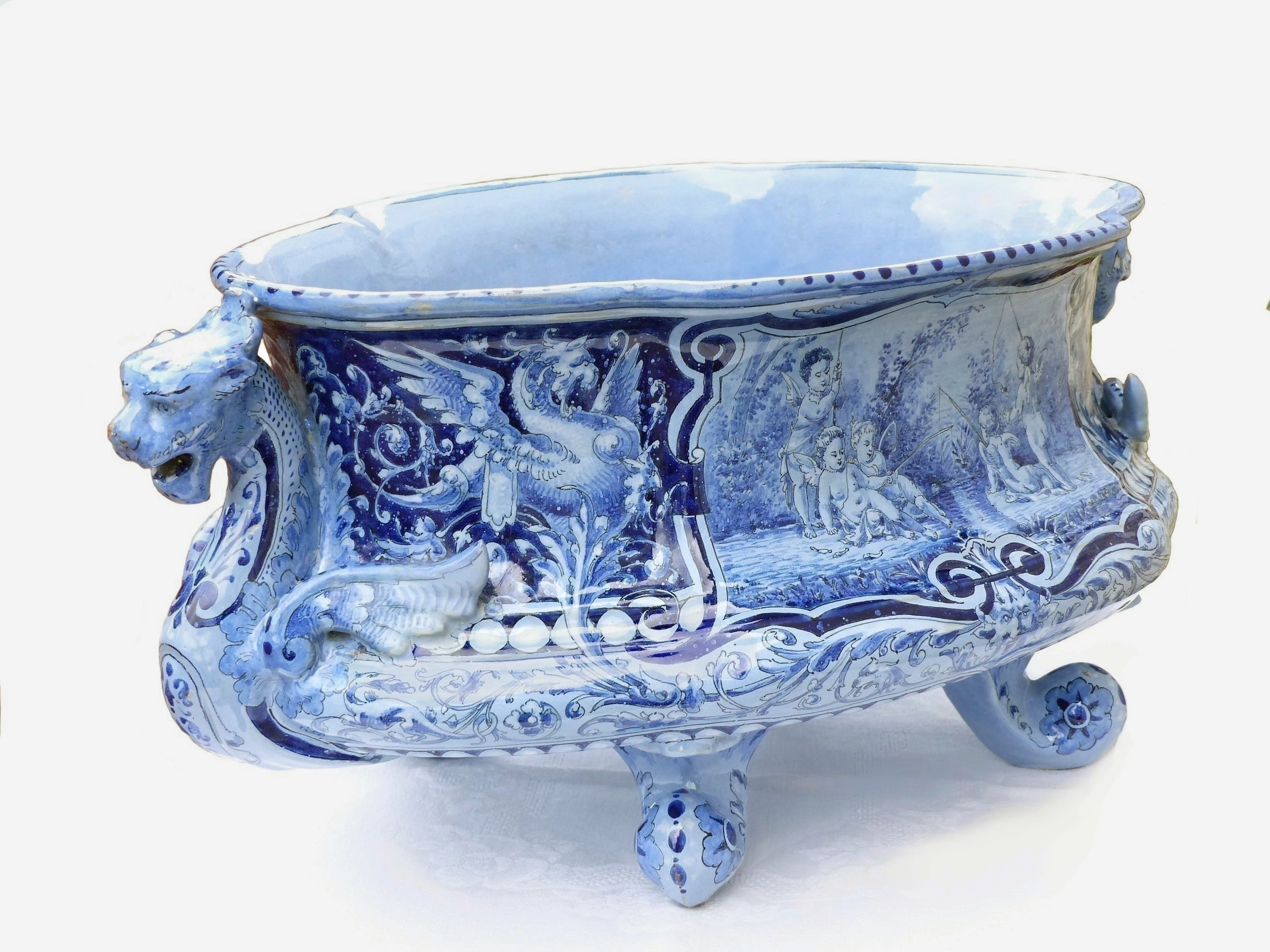
jardinière signée J. Tortat "of. d'Académie" - 1890

Auguste Josépha Tortat, fils de Ferdinand Tortat (1819-1908) employé à l'usine à gaz de Blois et de Scholastique Gallant (1817-1871) est né le 10 avril 1843 à Blois (Loir-et-Cher).
À la suite d'un accident dans son enfance, il doit être amputé de quatre doigts de la main gauche ce qui lui interdit un certain nombre de travaux manuels. Il trouve son salut dans la peinture et, remarqué par ses qualités artistiques, il rejoint à 19 ans l'atelier d'Ulysse Besnard (1826-1899), dit Ulysse, qui vient d'entreprendre son activité de céramiste. Il en deviendra rapidement le contremaitre.
Dès le début de la guerre de 1870, il s'engage parmi les volontaires des Corps Vendéens de Cathelineau autorisés à venir en soutien des troupes républicaines contre les Prussiens.
À son retour à la vie civile il quitte l'atelier d'Ulysse Besnard où il a acquis une certaine expérience pour aménager son propre four dans un atelier du centre de Blois en 1875. Pour la réalisation des décors il fait appel à quelques peintres-décorateurs tels Eugène Maurice, un ami photographe mais aussi peintre, ou Withold Arthur Just, peintre polonais, fils d'un sous-officier de la cavalerie polonaise venu se réfugier en France en 1832 à la suite de l'échec des insurrections contre l'armée russe. 
Ses premières productions sont très vite remarquées et lui valent de nombreuses récompenses dans plusieurs expositions, tant à Blois, Tours, Bourges, Le Mans, Limoges, Orléans qu'à Paris et même à l'étranger. 
En 1884 il doit changer de domicile pour s'installer dans un local proche et voisin de celui du photographe Séraphin-Médéric Mieusement. Cette nouvelle situation l'oblige à limiter sa production tout en continuant probablement à utiliser son four qu'il n'a démoli qu'en 1890. Son goût du partage des savoir-faire et la présentation d'une vitrine pédagogique où sont groupés tous les éléments de la fabrication des faïences pour Les leçons de choses données dans les écoles sont récompensés par sa nomination au titre d'Officier d'Académie à l'occasion de l'exposition universelle de Paris de 1889. 

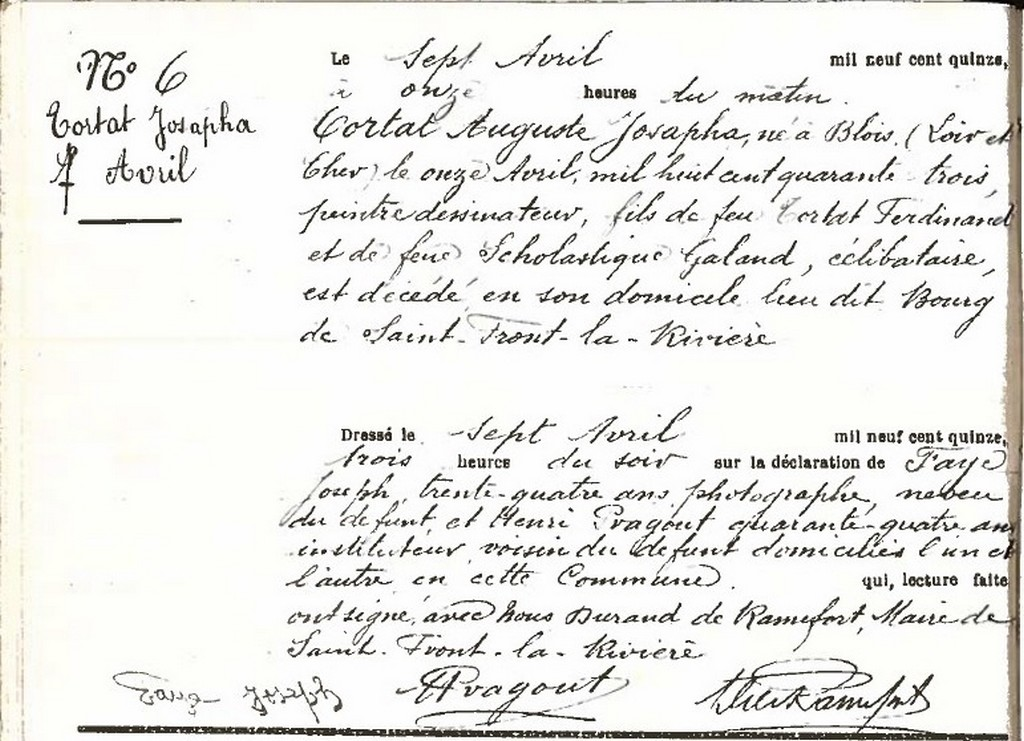
acte de décès de Josaphat Tortat -1915, Saint-Front-la Rivière (24)

En 1891 il cesse son activité et laisse à Arthur Just, son collaborateur qui contribua largement à la réputation de ses céramiques par la réalisation des décors de cartouches, le soin de prolonger la production de l'atelier.
Alors qu'il est au summum de sa carrière de céramiste, Josaphat Tortat quitte Blois en 1891 pour rejoindre Eugène Maurice qui, en 1881 et 1884, avait fait l'acquisition d'un commerce de photographie que Nadar avait créé au 35 boulevard des Capucines à Paris (2e). Pendant plus de 15 ans de vie parisienne, Josaphat Tortat exerce ainsi ses nouvelles activités de photographe découvertes avec Eugène Maurice. Une médaille de bronze est attribuée à Tortat lors de l'exposition universelle de Paris de 1900 au titre de collaborateur de Paul Boyer, photographe de la Présidence installé aussi au 35 boulevard des Capucines. 
Après 1908 il se rapproche de sa sœur cadette installée depuis son mariage à Saint-Front-la-Rivière dans la Dordogne, village d'où son mari Pierre Faye était originaire et s'installe dans la maison que son père avait achetée lorsque, lui aussi, avait rejoint sa fille vers 1896.
Josaphat Tortat s'éteint dans ce village de Dordogne le 7 avril 1915 à près de 72 ans.

## Œuvre
Lorsqu'il s'installe en 1872, Josaphat Tortat poursuit une production de formes traditionnelles dans le style néo-renaissance qu'il a appris dans l'atelier d'Ulysse Besnard. Toutefois, contrairement à son maître, il confie la décoration des cartouches ornés de scènes historiques, a istoriati, ou de décors de châteaux signés dans le motif à quelques peintres-décorateurs tel Arthur Just, dont le travail, le plus souvent confondu avec celui de Tortat, a été occulté par la notoriété de ce dernier.
Josaphat Tortat va pourtant se distinguer de son maître Ulysse Besnard et de ses confrères Emile Balon (1859-1829) ou Adrien Thibault (1844-1918) en créant quelques formes originales et surtout en apportant une touche nouvelle par des tonalités délicates en camaieu de bleus rehaussé de touches blanches. 

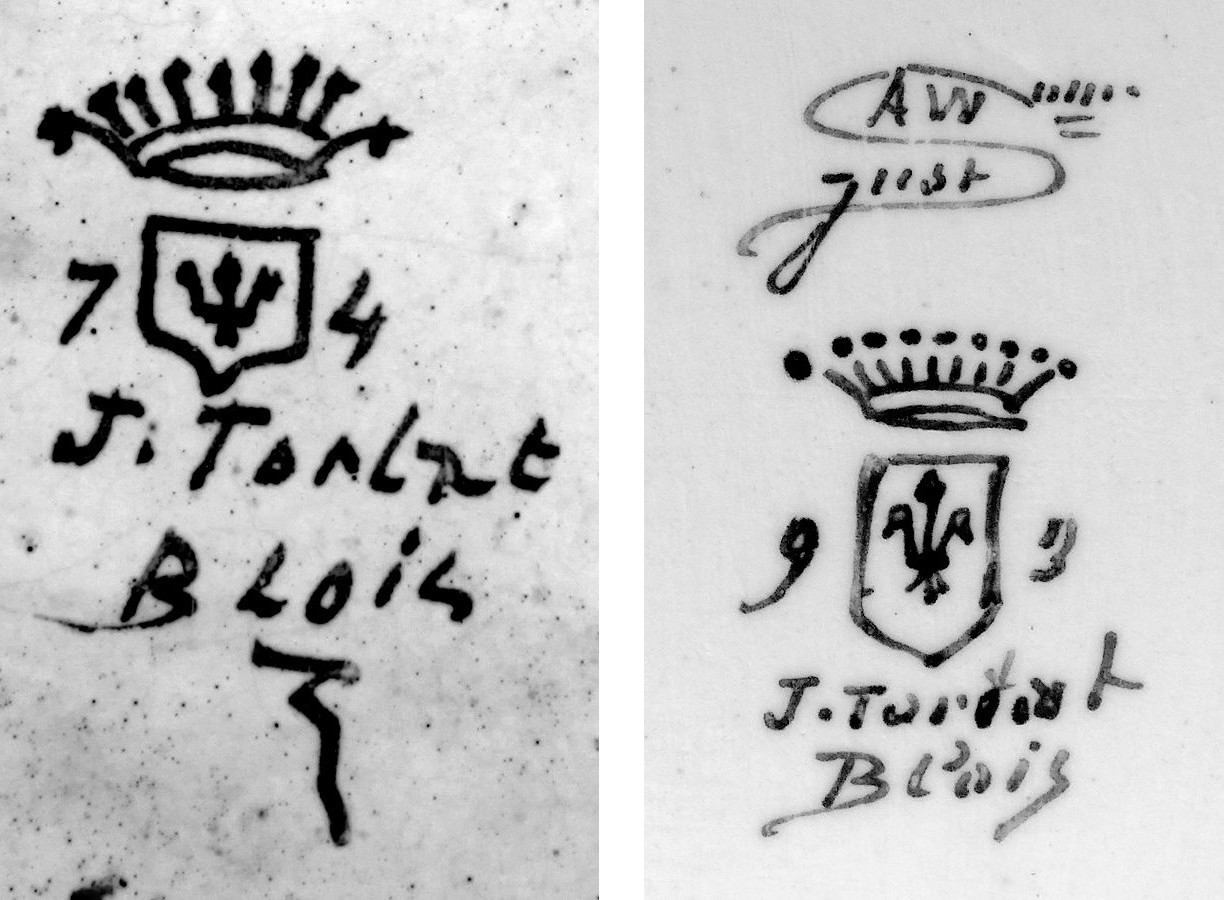
marques de Josaphat Tortat et de A.W. Just

La marque de Tortat s'inspire profondément de la marque d'Ulysse : écu rempli d'une fleur de lys, surmonté d'une couronne comtale et parfois d'un chiffre romain qui indique le mois de fabrication tandis que de chaque côté de l’écu deux chiffres arabes donnent l’année de celle-ci. Sous l’écu figure la mention J. Tortat Blois. Il ajoutera son titre Of. d'Académie sur les marques de quelques-unes de ses dernières pièces. Lorsqu'il intervient dans la décoration des céramiques, Arthur Just signe le plus souvent A.W. Just dans le motif. Ce dernier conservera ultérieurement la marque de Tortat en y ajoutant AW Just seur en tête de cette marque.
Josaphat Tortat commercialise ses céramiques par l'intermédiaire de dépôts à Blois chez un coiffeur et à Paris, galerie d'Orléans au Palais Royal.
Bien que n'ayant laissé aucune archive concernant son atelier et ses ventes, sa production, souvent confondue avec celle d'Arthur Just, a probablement été plus importante qu'on le pense généralement et peut être estimée à 10000 à 12000 pièces. De nombreuses faïences se trouvent à l'inventaire de plusieurs musées : château de Blois, Mer, Sèvres, Rouen, Paris (Musée des arts et métiers), Orléans, Limoges (Musée Adrien Dubouché), Genève et Londres.